# Набэсима Наокадзу
Набэсима Наокадзу (яп. 鍋島 直員, 8 апреля 1726 — 25 июля 1780) — японский даймё периода Эдо, 6-й правитель княжества Оги (1744—1764).

## Биография
Родился в Оги как второй сын Набэсимы Наохидэ, 5-го даймё Оги. Мать, Тиэко, дочь Таку Сигэфуми. В 1744 году после смерти отца Наокадзу унаследовал княжество.
В 1764 году Наокадзу передал княжество своему второму сыну Набэсиме Наомасу и вышел в отставку. Набэсима Наокадзу умер в Оги в 1780 году в возрасте 54 лет.
Был женат на Мацуко, дочери Годзё Тамэнори и приёмной дочери Набэсимы Мунэнори, 7-го даймё Саги.